# Trite rapaensis
Trite rapaensis es una especie de araña saltarina del género Trite, familia Salticidae. Fue descrita científicamente por Berland en 1942.
Habita en isla Rapa.